# Emília dos Santos Braga
Emília dos Santos Braga, née le  19 février 1867 à Lisbonne et morte le 28 décembre 1949 dans la même ville, est une peintre naturaliste portugaise,.

## Biographie

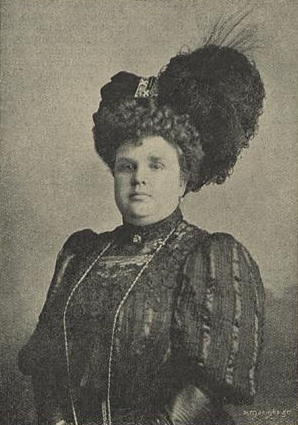
Emília dos Santos Braga, 1908

Emília Adelaide dos Santos e Silva naît le 19 février 1867, dans le quartier de São Nicolau, au centre-ville de Lisbonne. Elle est la fille d'un chirurgien militaire né à Lisbonne, tout comme sa mère. Elle grandit dans un environnement familial libéral pour l'époque, où elle et ses deux jeunes sœurs, Virgínia dos Santos Avelar et Laura Santos, sont encouragées à peindre et à poursuivre des carrières artistiques. Son grand-père paternel, Manuel Inocêncio Liberato dos Santos (1805-1887), un célèbre compositeur, joue un rôle clé en encourageant sa petite-fille à peindre et à jouer de la musique, lui enseignant le piano et la harpe dès 16 ans. Malgré son penchant pour la musique, sa véritable passion est la peinture. Le frère aîné, Carlos José dos Santos Júnior, industriel propriétaire d'une usine de poudre à canon, a l'habitude de montrer les œuvres de sa sœur à ses amis artistes qui se réunissent au café Leão d'Ouro et forment un groupe d'avant-garde, le Grupo do Leão. Il informe ses parents de la popularité des œuvres de sa sœur, et les persuade de financer ses études artistiques en 1886,.
L'Académie royale des Beaux-Arts de Lisbonne n'accueille la formation des femmes qu'à partir de 1896 et ses parents n'ont pas les moyens de l'envoyer étudier à Paris, comme c'était souvent le cas des filles de l'élite lisboète. Santos Braga et ses sœurs prennent donc des cours particuliers auprès de José Moura Girão, l'un des amis de son frère et célèbre peintre animalier. Le choix est aussi lié à son âge avancé, plus acceptable pour convaincre ses parents, car elle est une jeune fille célibataire de 19 ans. Cependant, Emília ne l'a pas trouvé satisfaisant et, invitée par ses parents à choisir son propre professeur, elle a demandé le plus réputé de son époque, José Malhoa. Elle devient élève de Malhoa en 1888, et apprendra la peinture auprès de lui pendant quatre ans, se mariant entre-temps avec António Ferreira Braga, dont elle a adopté le dernier nom de famille.
En 1893, elle commence à exposer son travail. Lors de sa première exposition au Grémio artistique de Lisbonne, l'un de ses deux portraits a été acquis par le roi Charles Ier et a reçu une médaille de 3e classe, quelque chose d'inouï pour une novice, une femme de surcroît. Malgré le développement de sa carrière, elle continue d'être considérée comme une « amatrice » par les critiques de l'époque, tandis que la réputation de son professeur Malhoa grandit rapidement. Dans les catalogues d'exposition, elle reste toujours qualifiée de « disciple de Malhoa ». Celui-ci la considérait comme « la plus talentueuse de toutes » ses élèves (dans une lettre datée de 1900). Les critiques commencent alors à apprécier son travail et à commenter sa progression rapide,.

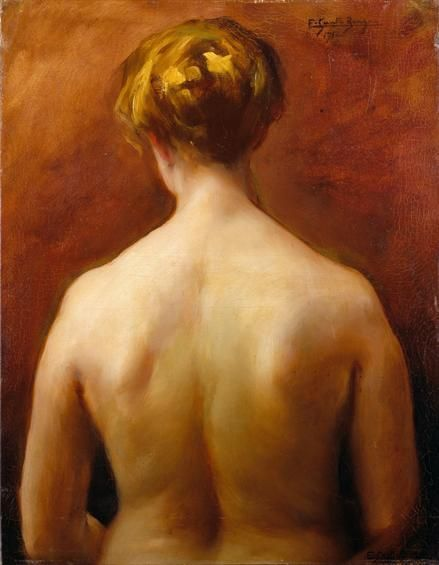
Nu par Emilia dos Santos Braga, musée de José Malhoa.

En 1900, elle expose pour la première fois hors du Portugal, présentant quatre toiles à l'Exposition universelle de Paris. Elle participe régulièrement aux expositions du Grémio Artistique et de la Société Nationale des Beaux-Arts (première médaille, 1901) à Lisbonne, remportant des prix et recevant des critiques positives. En 1903, son mari meurt et elle devient veuve, sans d'enfants. L'affirmation de son autonomie se concrétise dans l'exploration d'un terrain nouveau pour les artistes femmes portugaises de son époque : le nu féminin. Cela la distingue de son professeur José Malhoa, et a même pu pu l'influencer en retour dans ses rares tentatives dans ce domaine.  
Son autonomie financière s'établit aussi à travers la création de sa propre école d'art en 1904, attirant dans son atelier un groupe d'élèves femmes des classes supérieures de Lisbonne. Trois de ses élèves, Mily Possoz, Maria Helena Vieira da Silva (dans son atelier entre 1919 et 1927) et Eduarda Lapa, ont obtenu un succès international. Dès 1908, elle organise avec succès une exposition individuelle dans son atelier (où sera exposée pour la première fois la toile Oisiveté), en y intégrant aussi le travail de ses élèves. 
En 1908, elle expose Zíngara à l'Exposition Nationale de Rio de Janeiro. C'est à partir de ce moment qu'elle a commencé à être considérée comme une artiste et pas seulement comme une « amatrice ». En 1909, la toile Oisiveté est exposée à la 7e exposition de la Sociedade Nacional de Belas-Artes, attirant beaucoup d'éloges et un certain scandale. Mais ce sera après le choc produit par la présentation de Fumeuse d'Opium dans ce même Salon en 1913 qu'elle ralentira ses expositions au Portugal.
Le 15 mars 1913, âgée de 45 ans, elle se marie à Lisbonne avec son second mari, Francisco Augusto Trindade Baptista, âgé de 40 ans, un propriétaire à Portimão et divorcé, adoptant ses patronymes et supprimant le patronyme Braga.
En 1915, elle expose à l'Exposition internationale de Panama-Pacifique à San Francisco,. En 1920, elle organise une exposition à Lisbonne dans laquelle il n'y avait que trois de ses propres œuvres contre 36 de ses élèves. En 1922, elle participe à l'exposition d'artistes portugais de l'Anderson Art Gallery de New York et en 1924 elle expose à Rio de Janeiro. En 1931, une rétrospective de son œuvre a lieu à Lisbonne. Son deuxième mari, Francisco Augusto Trindade Baptista, meurt en 1938,.
Le 28 décembre 1949, au numéro 7 de la Rua Serpa Pinto, dans le quartier de Chiado à Lisbonne, Emília dos Santos Braga meurt à l'âge de 82 ans. Elle est enterrée dans un tombeau familial, au cimetière de Prazeres, à Lisbonne.

## Fumeuse d'opium, 1912

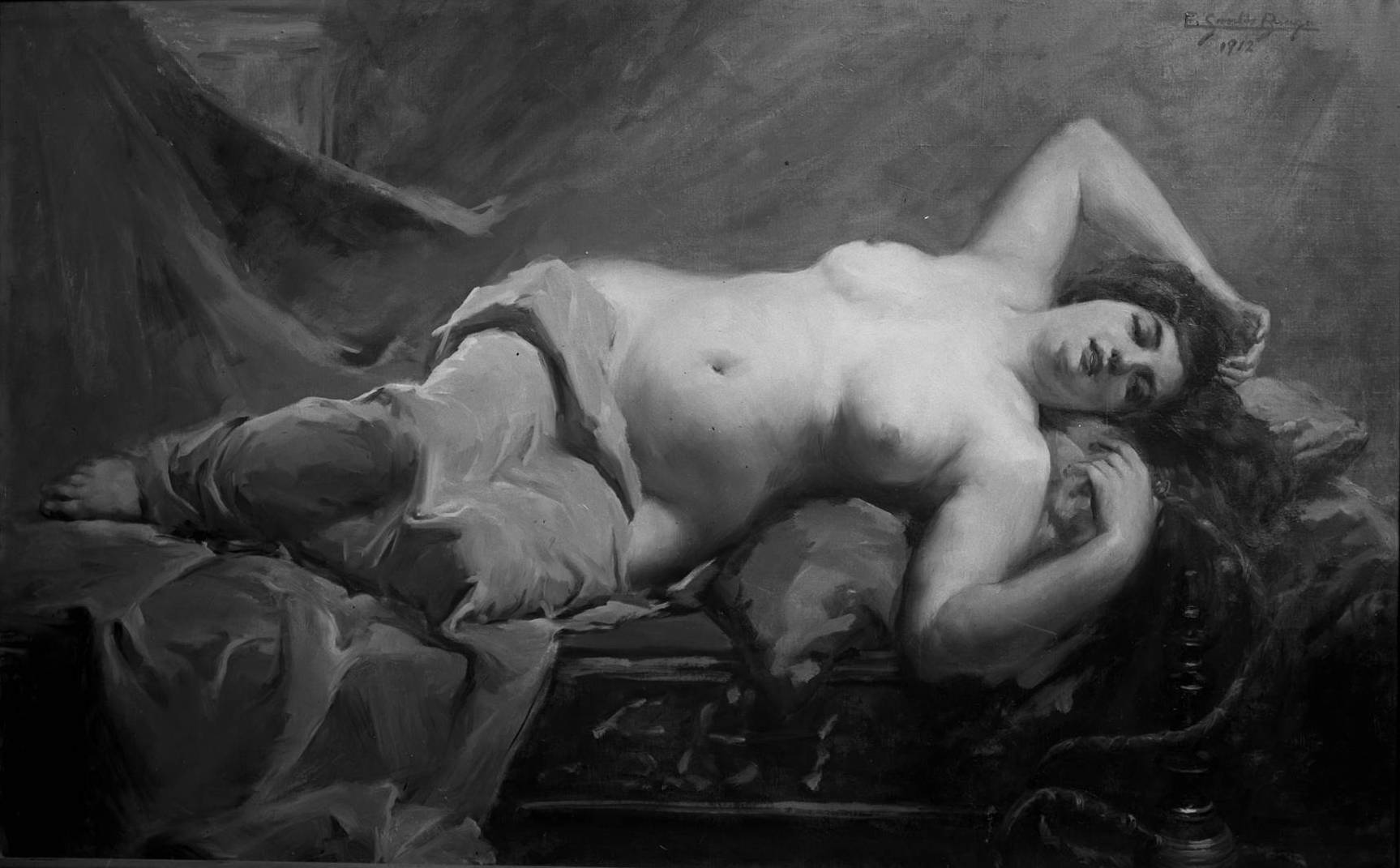
Fumeuse d'opium, d'Emilia dos Santos Braga, 1912.

C'est l'une des peintures les plus audacieuses du naturalisme tardif portugais, rejetant le nu héroïque de l'héritage classique, qui déguisait l'érotisme sous le couvert du mythe, de la fable ou de la religion. C'était la première fois qu'une artiste portugaise osait aller aussi loin dans la représentation du nu féminin, renversant la logique patriarcale de l'observateur masculin / observée féminine, et introduisant une complicité féminine dans la relation entre peintre et modèle, libre d'entraves morales ou sociales, sans précédent dans la peinture portugaise. La difficulté rencontrée par les artistes masculins portugais à trouver des femmes modèles prêtes à poser nues, en faisait un genre sous-représenté au Portugal.

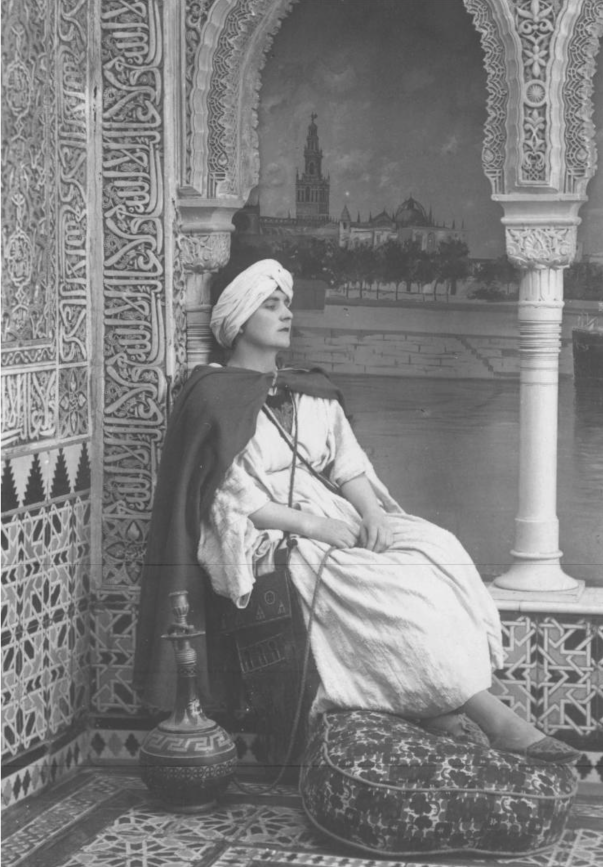
L'écrivaine Virgínia Victorino fumant de l'opium, photographiée par son amoureuse, l'écrivaine Olga de Morais Sarmento au Maroc, 1924.

Le regard du mannequin se tourne langoureusement vers nous alors qu'elle vient de fumer dans un narguilé rempli d'opium tenu par sa main. Le tableau évoque l'imagerie coloniale orientaliste, citant la figure de l'odalisque, ici associée à l'usage d'une drogue devenue très populaire dans les représentations littéraires et artistiques du tournant du siècle, à l'image du livre Les Paradis artificiels de Charles Baudelaire. « C'est avant tout d'opium que mon âme est malade », écrit Fernando Pessoa / Álvaro de Campos en 1914. Dans le cas des femmes, l'imaginaire de l'opium pourrait être soit associé aux travailleuses du sexe de la classe ouvrière, soit à la libération saphique des femmes des classes privilégiées, comme le décrit le livre Le Pur et l'Impur (1932) de l'écrivain Colette, qui fréquentait des fumeries d'opium. Cet imaginaire est aussi présent dans le poème Mon Amante (1922) de l'écrivaine lesbienne portugaise Judith Teixeira. L'écrivaine portugaise Vírgina Victorino se faisait par ailleurs photographier en train de fumer de l'opium lors d'un voyage au Maroc avec son amante, l'écrivaine Olga de Morais Sarmento en 1924. Dans la peinture d'Emilia de Santos Braga, il n'y a aucun signe de pudeur ou de désapprobation morale, rendant plutôt visible un délice des sens, loin des conventions qui régissaient la société portugaise du début du XXe siècle. Le scandale de cette peinture est à cet endroit-là.

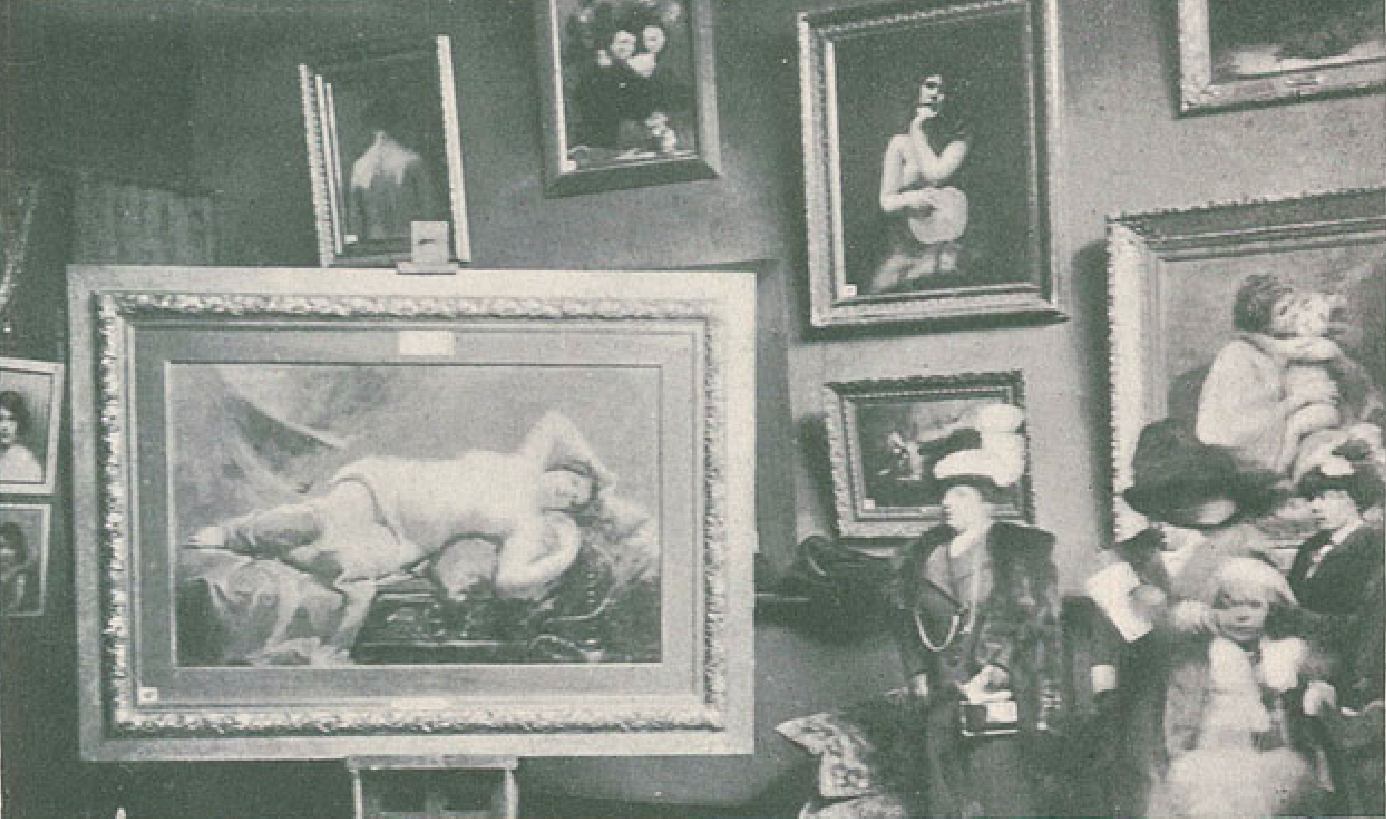
Fumeuse d'opium a été présentée pour la première fois au Portugal dans le salon de la revue Illustration portugaise, qui a publié cette photo de l'inauguration le 17 février 1913.

La toile de grandes dimensions (1,50 × 2 m) est présentée pour la première fois à Madrid le 18 mai 1912 lors de l'Exposition nationale des beaux-arts qui se déroule dans les palais du parc du Retiro. Elle est présentée au Portugal lors de l'exposition qui lui est consacrée en février 1913 dans l'espace d'exposition de la revue Ilustração Portuguesa et à partir du 15 mai au Salon annuel de la Société Nationale des Beaux-Arts de Lisbonne. Le succès et le scandale ont attiré de nombreux visiteurs. La critique journalistique, la reléguant une fois de plus au statut de simple disciple de José Malhoa, malgré le ton généralement flatteur, évoque une nudité qui « nous donne le dégoût d'une chair épaisse, rugueuse et glacée ». C'était une période de forte transformation sociale du statut de la femme dans la société portugaise, à la suite de l’avènement de la République : le divorce avait été légalisé en 1910 et la première femme avait voté en 1911, année où la loi de séparation de l'État et de l'Église a été promulguée.
En 1908, elle avait déjà fait sensation avec la toile Oisiveté dans l'exposition individuelle de son atelier à la rue Pinheiro Chagas à Lisbonne, toile présentée l'année suivante au Salon de la Société nationale des Beaux-Arts de Lisbonne.
Le choix de la peinture de nu était un acte de courage pour une femme artiste au Portugal. «  Ma famille, qui avait une fausse conception artistique de l'époque, était horrifiée par ces nus ! Ils étaient pourtant chastes, enveloppés d'un voile de grâce et de spiritualité.  », a déclarée la peintre dans une interview au journal Diário de Lisboa en 1944. Si Emilia de Santos Braga a réalisée le tableau pendant une période d'affirmation et d'autonomie, correspondant à son statut de veuve, cette situation serait interrompue par un nouveau mariage précipité un mois après avoir exposée Fumeuse d'opium à Lisbonne. Comme l'écrivait la conservatrice de musée Julieta Ferrão en 1932, Santos Braga fut « la première femme à prendre position pour exposer des nus féminins », « ce qui lui causa un certain nombre d'ennuis ». Le tableau a été déchiré dans la partie supérieure gauche, ce qui est visible sur une photographie d'Alberto Carlos Lima prise lors des expositions. Dans ses notes autobiographiques de 1932, l'artiste déclare : « J'ai pris le risque d'exposer une peinture de Nu - la figure d'une femme. Cela m'a causé de la censure et des ennuis, et pour cette raison entre d'autres j'ai décidé de m'enfermer dans mon atelier et ne plus jamais exposer au Salon des Beaux-Arts ». L'artiste cesse d'exposer aux Salons de la Société nationale des Beaux-Arts de Lisbonne jusqu'en 1929 (n'y revenant qu'une seule fois en 1916 avec la toile bien plus prude Bulles de savon), se tournant alors vers l'organisation d'expositions dans son atelier. 